# Delcy Rodríguez
Delcy Eloína Rodríguez Gómez, més coneguda com a Delcy Rodríguez (Caracas, Veneçuela, 18 de maig de 1969), és una advocada, política, exministra de Comunicació i Informació, i ministra d'Afers Exteriors., actual vicepresidenta de la República Bolivariana de Veneçuela
Nascuda a Caracas, el seu pare, Jorge Antonio Rodríguez, va ser fundador del partit marxista Lliga Socialista i va morir sota custòdia de la Direcció de Serveis d'Intel·ligència i Prevenció (DISIP) el juliol del 1976. És germana de Jorge Rodríguez Gómez. És advocada per la Universitat Central de Veneçuela, on també va exercir com a dirigent estudiantil. Es va especialitzar en Dret Laboral a París, França.
Ha exercit com a docent de la Universitat Central de Veneçuela i va ocupar la presidència del gremi de l'Associació Veneçolana d'Advocats Laboristes (AVAL).
Va ser ministra del Despatx de la Presidència de Veneçuela entre el febrer i l'agost del 2006, durant el govern d'Hugo Chávez. Així mateix, va exercir de viceministra de Relacions per a Europa el 2005. També va ocupar els càrrecs de coordinadora general de la Vicepresidència de la República Bolivariana de Veneçuela, i el 2003, de directora d'Afers Internacionals del Ministeri d'Energia i Mines. El 3 d'agost de 2013, Nicolás Maduro la va designar ministra del Poder Popular per a la Comunicació i Informació de Veneçuela, càrrec que va ocupar fins al 13 d'octubre de 2014.

## Ministre d'afers exteriors
El 26 de desembre de 2014 va ser designada pel president Nicolás Maduro com a cancellera o ministra del Poder Popular per a les Relacions Exteriors, en substitució de Rafael Ramírez Carreño, i es va convertir en la primera dona a ocupar aquest càrrec a Veneçuela.
A causa de l'absència de Maduro, el 21 de desembre de 2015 va participar en la 49a cimera de caps d'estat del Mercosur, a Asunción (Paraguai). Allà va protagonitzar un enfrontament amb el president de l'Argentina, Mauricio Macri, que va reclamar a Veneçuela l'immediat alliberament dels presos polítics. Rodríguez va acusar Macri d'ingerència en els afers interns veneçolans, de defensar la violència política per part de l'oposició al chavisme i d'imputar la titular de Madres de Plaza de Mayo, Hebe de Bonafini, «per cridar a les manifestacions pacífiques en contra del seu govern».
També va mostrar fotografies de Leopoldo López i de manifestants opositors durant les protestes armades del 2014 fent atacs a edificis públics. Va assegurar que les imatges van ser preses per agències de notícies i va afirmar que López era el responsable d'«atemptats contra els serveis públics essencials i universitats veneçolans». Alhora, va acusar el president argentí d'haver alliberat repressors de l'última dictadura militar a l'Argentina i d'haver vetat lleis «contra el tracte injust, la tortura i les desaparicions forçades». Això va ser rebutjat per la cancellera argentina, Susana Malcorra, en una conferència de premsa en què va assenyalar que totes aquestes acusacions eren «errònies» i va afegir: «El president [Macri] ha decidit que no cal una resposta.» A més, va considerar que el seu homòleg veneçolà va reaccionar «de manera molt forta a partir d'una informació incorrecta».
El gener del 2016, Nicolás Maduro va felicitar públicament Rodríguez per «enviar a les dutxes» Macri en la reunió del Mercosur. El 21 de juny de 2017, Rodríguez va deixar el seu càrrec per presentar-se a l'Assemblea Nacional Constituent. El president Maduro va acceptar la seva dimissió del Ministeri d'Afers Exteriors i fou succeïda per Samuel Moncada.

## Presidenta de l'Assemblea Constituent
Rodríguez va assumir la presidència de l'oficialista Assemblea Constituent que regia el país amb plens poders des de l'agost de 2017 fins al juny de 2018, quan va ser substituïda per Diosdado Cabello i va tornar gabinet de Maduro.

## Vicepresidenta de Veneçuela
El 14 de juny de 2018, el president Maduro va nomenar Rodríguez vicepresidenta de Veneçuela i també es va convertir en la responsable oficial del Servei d'Intel·ligència Bolivarià (SEBIN), l'agència d'intel·ligència de Veneçuela, que depèn de l'oficina de la vicepresidència.